# Свети Тодор (дем Суровичево)
Свети Тодор (на гръцки: Λιμνοχώρι, Лимнохори, катаревуса: Λιμνοχώριον, Лимнохорион, до 1926 година: Τσερκέζκιοϊ, Церкезкьой) е село в Република Гърция, в дем Суровичево, област Западна Македония.

## География
Селото е разположено в северната част на котловината Саръгьол на 52 километра южно от град Лерин (Флорина) и на шест километър южно от Айтос на източния бряг на езерото Зазерци (Зазари).

## История
Селото е едно от най-старите в цялата област. При археологически разкопки на брега и в езерото са намерени следи от селища от неолита и римската епоха.

### В Османската империя
В османски данъчни регистри на немюсюлманското население от вилаета Филорине от 1626 – 1627 година селото е отбелязано под името Исвети Тодори с 33 джизие ханета (домакинства).
В XIX век Свети Тодор е малко българско селце. В „Етнография на вилаетите Адрианопол, Монастир и Салоника“, издадена в Константинопол в 1878 година и отразяваща статистиката на населението от 1873 година, Свети Тодор (Sveti-Todor) е посочено като село с 60 домакинства и 185 жители българи. В края на века обаче българските му жители постепенно напускат селото и в него се настаняват мюсюлмани турци и черкези и селото придобива ново име Черкезкьой. Според статистиката на Васил Кънчов („Македония. Етнография и статистика“) в 1900 година Свети Тодор има 100 жители турци и 300 жители черкези.
На Етнографската карта на Битолския вилает на Картографския институт в София от 1901 година Свети Тодор е чисто черкезко село в Леринската каза на Битолския санджак със 70 къщи.

### В Гърция
През Балканската война в селото влизат гръцки войски и след Междусъюзническата остава в Гърция. Боривое Милоевич пише в 1921 година („Южна Македония“), че Свети Тодор има 10 къщи славяни мохамедани и 20 къщи турци. След разгрома на Гърция в Гръцко турската война в 1922 година мюсюлманското население напуска Свети Тодор и на негово място са заселени понтийски гърци, бежанци от Турция. В 1928 година селото е чисто бежанско и има 37 бежански семейства със 126 души. В 1926 година селото е преименувано на Лимнохорион, в превод „езерно село“.
| Име        | Име        | Ново име       | Ново име       | Описание                                                          |
| ---------- | ---------- | -------------- | -------------- | ----------------------------------------------------------------- |
| Инско      | Ίντακο     | Агия Параскеви | Άγία Παρασκευή | връх на Ю от Свети Тодор, на С бряг на Руднишкото езеро (719,2 m) |
| Кабери     | Καμπερι    | Халикия        | Χαλίκια        |                                                                   |
| Балталоки  | Μπαλταλόκι | Цекури         | Τσεκούρι       | местност на ЮЗ от Свети Тодор и на ЮЗ от Зазари                   |
| Сараково   | Σαρακοβον  | Калитеа        | Καλλιθέα       | местност на ЗЮЗ от Свети Тодор и на ЮЗ от Зазари                  |
| Коджа Чаир | Κότζα Τάϊρ | Пападоливадо   | Παπαδολίβαδο   |                                                                   |

До 2011 година селото е част от дем Айтос на ном Лерин.
Преброявания
- 2001 – 323 души
- 2011 – 257 души